# Stella Club d’Adjamé
Der Stella Club d’Adjamé ist ein ivorischer Fußballverein aus Adjamé, einem Stadtteil von Abidjan. Der Verein ist auch unter dem Namen Les Magnans bekannt.

## Geschichte
Der Verein ist 1953 aus einer Fusion von drei Vereinen aus Abidjan entstanden: Red Star, Etoile d’Adjamé und US Bella haben sich zusammengeschlossen. Die Vereinsfarben des Vereins sind weiß und grün.

## Stadion
Der Verein trägt seine Heimspiele im Stade Robert Champroux in Abidjan aus. Das Stadion hat ein Fassungsvermögen von 20.000 Personen.

## Erfolge
- Ivorische Meister: 1979, 1981, 1984

- Ivorischer Pokalsieger: 1974, 1975
- Ivorischer Pokalfinalist: 1967, 1970, 1973, 1980, 1981

- Ivorischer Ligapokalsieger: 2014/15

- African Cup Winners’ Cup
  - Finalist: 1975

- CAF Cupsieger: 1993